# Pfarrkirche Galtür

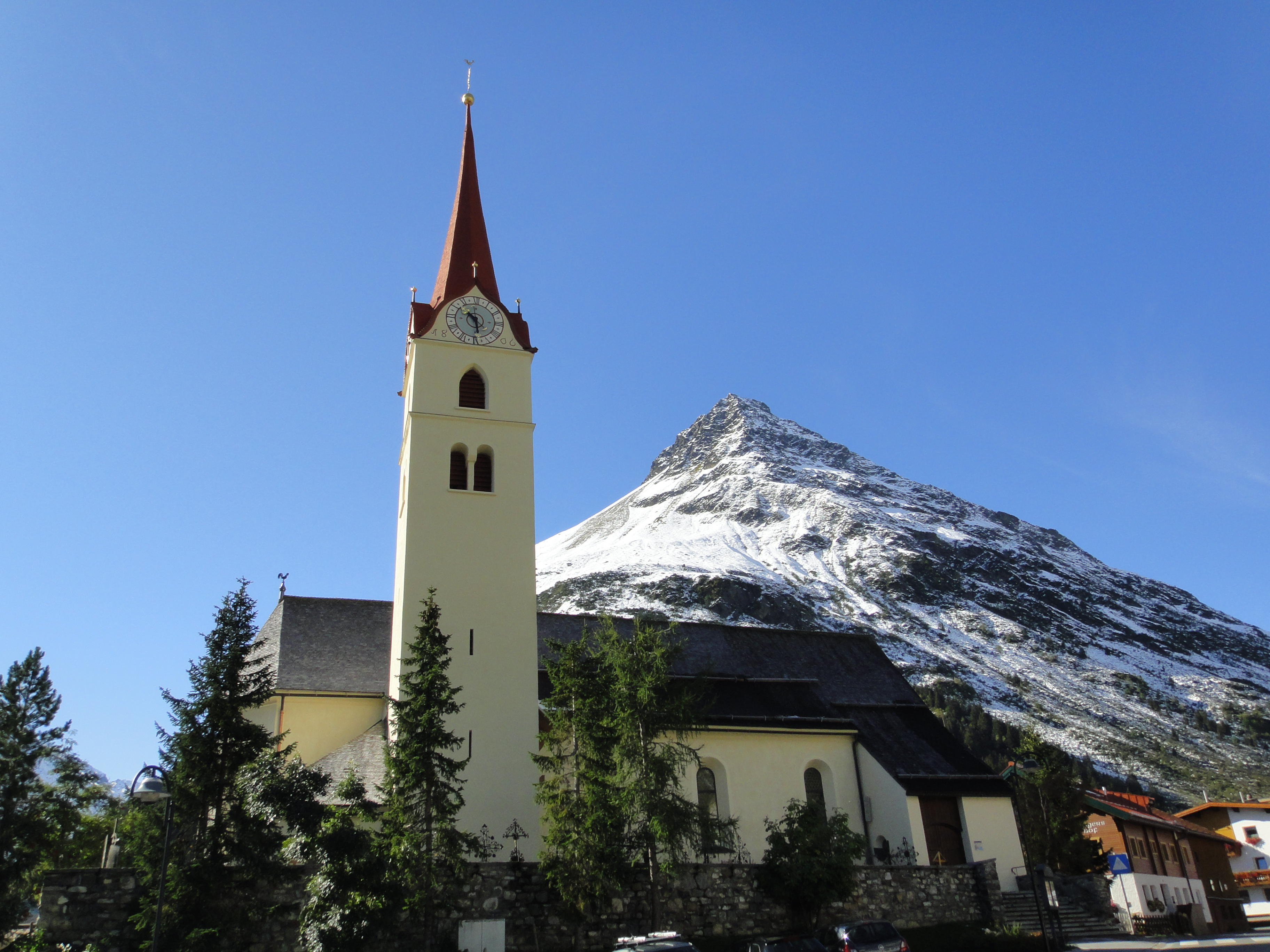
Katholische Pfarr- und Wallfahrtskirche Mariä Geburt in Galtür

Die Pfarr- und Wallfahrtskirche Galtür steht in einem Friedhof auf einem Hügel am westlichen Dorfrand vom Kirchweiler Platz in der Gemeinde Galtür im Bezirk Landeck im Bundesland Tirol. Die auf das Fest Mariä Geburt geweihte römisch-katholische Pfarr- und Wallfahrtskirche gehört zum Dekanat Zams in der Diözese Innsbruck. Die Kirche steht unter Denkmalschutz (Listeneintrag).

## Geschichte

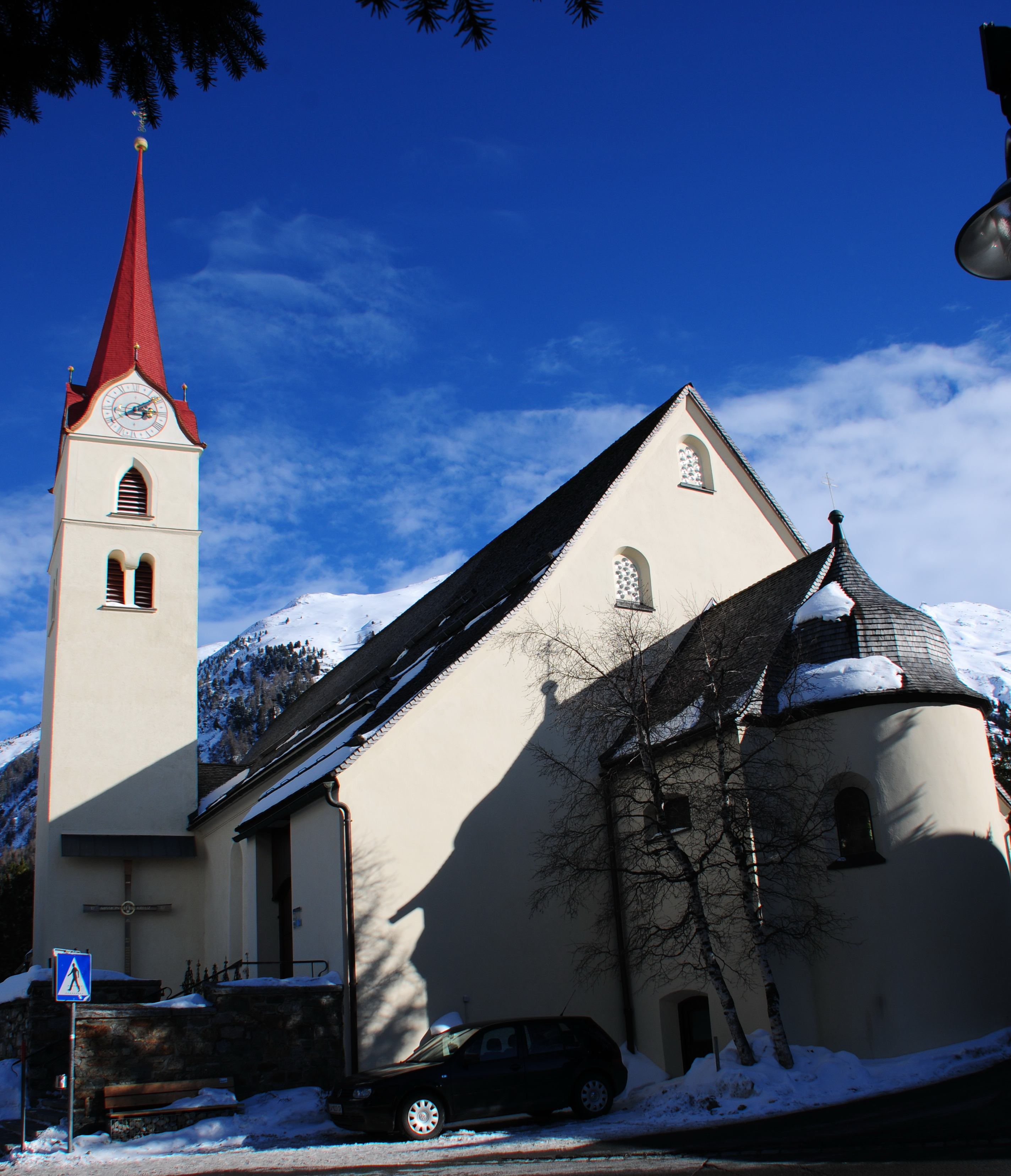
Kirche Galtür

1359 wurde die Kirche urkundlich genannt und 24. Juli 1383 geweiht. In der 2. Hälfte des 15. Jahrhunderts erfolgte ein Umbau. Die Erhebung zur Pfarrkirche wurde für das 15. bis 16. Jahrhundert angenommen. Von 1622 bis 1624 wurde die Kirche nach einem Brand wieder aufgebaut. Von 1777 bis 1779 wurde die Kirche barockisiert. Von 1967 bis 1968 wurde die Kirche mit dem Architekten Clemens Holzmeister renoviert, verlängert und mit einer Vorhalle ergänzt.

## Architektur
Der schlichte Außenbau mit Ecklisenen und Fensterumrahmungen in Putz ist mit Schindeln überdacht. Der Nordturm aus der 2. Hälfte des 14. Jahrhunderts mit gekoppelten rundbogigen Schallfenster erhielt später ein zweites mit Gesimsen abgesetztes Glockengeschoß mit Spitzbogenfenstern um 1622 und einen geschweiften Giebel mit Spitzhelm in der 2. Hälfte des 19. Jahrhunderts. An der Chornordseite ist die Sakristei angebaut. Die ehemalige Totenkapelle und barocke Vorhalle wurde von 1967 bis 1968 abgetragen und wiederaufgebaut. Die Totenkapelle mit einer Westapsis und einem Halbzwiebeldach wurde baulich mit der Vorhalle verbunden.
Das Kircheninnere ist stark vom Umbau von 1777 durch vergoldete Rokoko-Stuckaturen bestimmt. Das anfänglich dreijochige Langhaus wurde zum vierjochigen Langhaus ausgebaut. Die flache Wandgliederung mit Pilastern wurde durch stark hochgezogene Rundbogenfenster gebrochen. Die zweigeschoßige Westempore wurde 1968 in die Vorhalle eingebunden. Der rundbogige leicht gestreckte Triumphbogen nennt in der Stuckkartusche die Jahresangabe 1777. Der Chor ist fünfseitig und mit einer Tonne mit Stichkappen gewölbt.
Die Deckenmalereien in Mittelmedaillons und seitlichen Kartuschen malte der Maler Johann Wörle (1777). Sie zeigen im Chor Geburt Christi und die vier Evangelisten und im Langhaus die Geburt Mariä, Himmelfahrt Mariä, Verkündigung, Darbringung im Tempel, Esther und Ahasver, Maria Immaculata, Judith und Holofernes und historische Darstellungen zur Erbauung der Kirche im Jahre 1383 und zum Brand 1622. An der Westseite schuf 1967 der Maler Wolfram Köberl die Fresken Heimsuchung, Erzengel Michael und Raphael.
Im Friedhof befinden sich Schmiedeisenkreuze ab dem Ende des 18. Jahrhunderts.

## Ausstattung
Die Kirche hat eine einheitliche barocke Altarausstattung mit reichem Rokoko-Schnitzwerk um 1770 bis 1780. Die Figuren schuf der Bildhauer Johann Lander. Der Hochaltar aus 1771 wurde 1778 vom Maler Andreas Miller gefasst. Der Säulenaufbau auf einem hohen Sockel mit Tabernakel und Gnadenbildbaldachin und Volutenbekrönung trägt die Schnitzfigur Mariengnadenbild aus dem frühen 17. Jahrhundert und die Seitenfiguren Maria Kleophas, Andreas, Joachim, Anna, Sebastian, Maria Magdalena und im Auszug Gottvater. Der linke Seitenaltar zeigt das Altarblatt Dorothea und trägt die Statuen Katharina und Barbara und zeigt im Oberbild Aloysius und trägt auf der Mensa eine Pietà aus der 1. Hälfte des 17. Jahrhunderts. Der rechte Seitenaltar zeigt das Altarblatt Geburt Christi und trägt die Statuen Gregor und Lucius und zeigt im Oberbild Antonius.
Die Kanzel um 1770 bis 1780 mit reichem Rokoko-Schnitzwerk und den vier Evangelisten am Korb schuf die Werkstatt Josef Georg Witwer. Die Beichtstühle und Kirchenbankwangen sind barock gestaltet. Die Stationsbilder malte Johann Paul Scheiber (1737). Es gibt zwei Vortragskreuze aus dem 18. Jahrhundert. Die barocke Kreuzigungsgruppe mit Maria und Johannes schuf Josef Georg Witwer.
Die Orgel baute 1867 Franz Weber. Eine Glocke goss 1441 Johannes Fredenberger. Eine Glocke goss 1624 Hainrich Reinhart.